# Antti Ruuskanen
Antti Hermanni Ruuskanen (Pielavesi, 21. veljače 1984.) finski je atletičar koji se natječe u bacanju koplja.
Osvajač je srebrnog odličja na Olimpijskim igrama 2012. u Londonu te europski prvak iz Züricha 2014. godine.
Uz europsko zlato, ima i europsku broncu s prvenstva u Amsterdamu 2016.
Na sva četiri nastupa na Svjetskim prvenstvima ušao je u završnicu, ali se nikad nije okitio odličjem.
Nastupio je i na Olimpijskim igrama 2016. u Rio de Janeiru, gdje je u završnici osvojio 6. mjesto. Na svečanosti zatvaranja nosio je finsku zastavu.
Njegov osobni rekord, 88,98 metara postavljenih 2015. godine, 21. je svjetski hitac svih vremena u muškom bacanju koplja.

## Vanjske poveznice
- Antti Ruuskanen - Tilastopaja (engl.)
- Antti Ruuskanen - službena stranica (fin.)